# Deditz

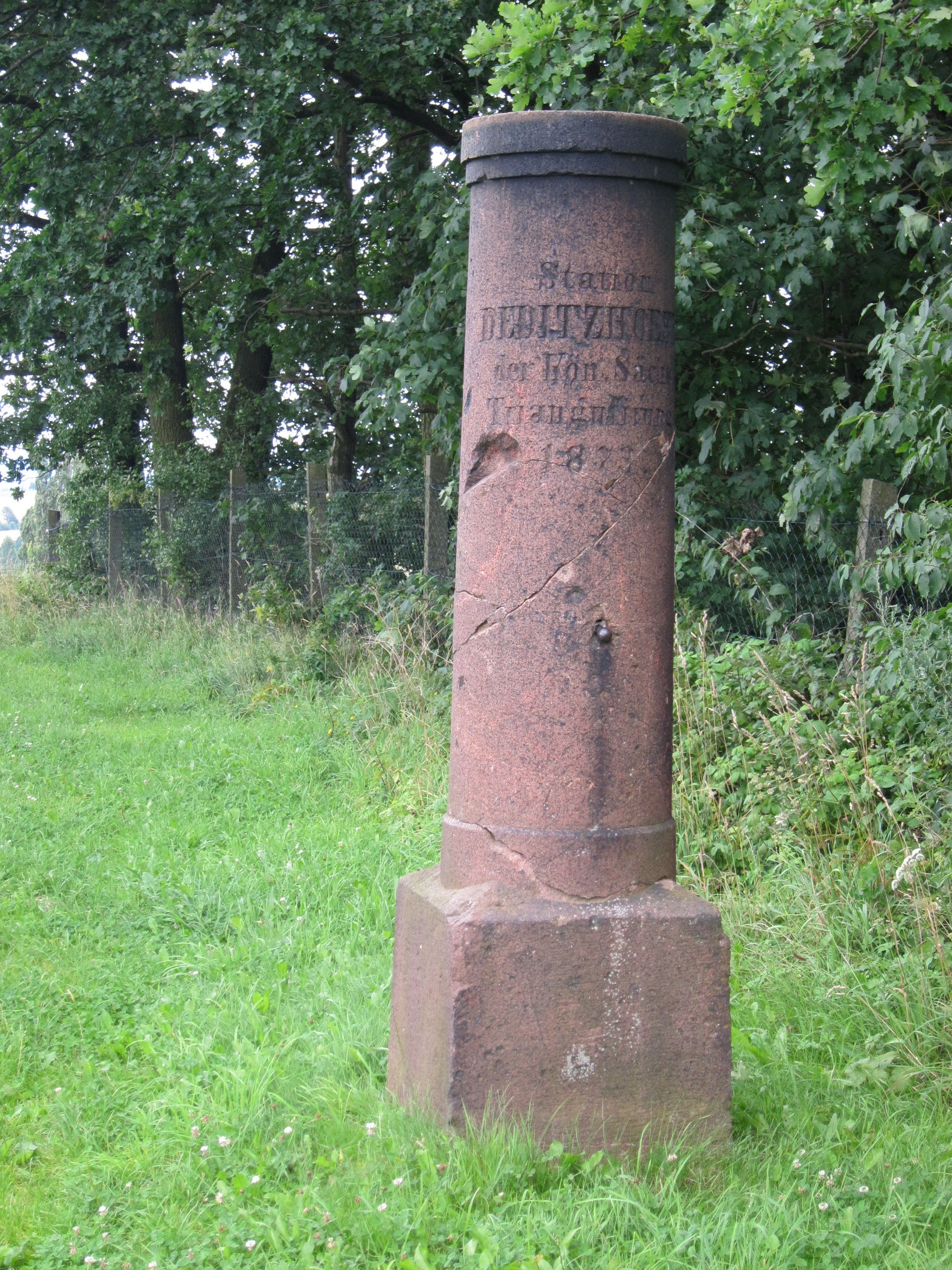
Die südlich des Dorfes gelegene Deditzhöhe war bei der Königlich-Sächsischen Triangulirung eine Station 2. Ordnung mit dem Punkt 107.

Deditz ist ein Dorf im Landkreis Leipzig in Sachsen. Politisch gehört der Ort seit Anfang 2011 zu Grimma.

## Lage
Deditz liegt an der Bundesautobahn 14 zwischen Mutzschen und Grimma.

## Entwicklung der Einwohnerzahl
| Jahr | Einwohnerzahl                        |
| ---- | ------------------------------------ |
| 1551 | 6 besessene Mann, 6 Inwohner         |
| 1764 | 7 besessene Mann, 1 Häusler, 3 Hufen |
| 1834 | 65                                   |
| 1871 | 66                                   |

| Jahr | Einwohnerzahl |
| ---- | ------------- |
| 1890 | 73            |
| 1910 | 74            |
| 1925 | 61            |
| 1939 | 73            |

| Jahr | Einwohnerzahl |
| ---- | ------------- |
| 1946 | 91            |
| 2010 | 46            |